# Николаев, Иван Валентинович
Ива́н Валенти́нович Никола́ев (1 сентября 1940, Москва — 12 сентября 2021, там же) — российский художник-монументалист. Работал в двухмерном пространстве — как график, станковый и монументальный живописец.

## Биография
Представитель известного художественного рода Лансере—Бенуа—Серебряковых. Сын художников Татьяны Серебряковой и Валентина Николаева.
В 1964 году окончил Московское высшее художественно-промышленное училище (ранее — Строгановское училище).
Оформлял станции метро «Боровицкая» и «Отрадное» в Москве (совместно с женой Мариной Михайловной Дедовой-Дзедушинской), а также станцию «Достоевская». С оформлением последней был связан скандал: в метрополитене опасались, что мозаики со сценами из произведений Фёдора Достоевского чрезмерно мрачны, и станция может стать местом «паломничества» тех, кто собирается свести счёты с жизнью. Открытие «Достоевской» в связи с этим перенесли на месяц. Дмитрий Гаев сначала не исключил, что фрески придётся демонтировать, но позже опроверг сам себя, пообещав, что они останутся на своём месте. И даже предположил, что скандал вокруг станции спровоцировал сам Николаев. В июне 2010 года «Достоевскую» открыли без изменений.
Умер 12 сентября 2021 года на 82-м году жизни.

## Семья
- Бабушка — Зинаида Серебрякова (1884—1967)
- Мать — Татьяна Серебрякова (1912—1989)[1]
- Отец — Валентин Николаев (1900—1985?)[2]
- Тётя — Екатерина Серебрякова (1913—2014)
- Брат — химик Анатолий Валентинович Николаев (1946—1984)[1]
- Был женат на художнице Марине Михайловне Дедовой-Дзедушинской (1941—2021)[6]

## Награды и звания
- 1996 — заслуженный художник Российской Федерации.